# Canto Genetlíaco
Canto Genetlíaco é um poema de Inácio José de Alvarenga Peixoto, datado de 1793.
Nele, o poeta carioca, posteriormente desterrado na África por sua participação na Inconfidência Mineira, exalta as qualidades de sua pátria .  Nisto é visto como expressão do nativismo que aflorava no Brasil colônia de então. O mais relevante, entretanto, é a transferência para um poema de um ideal político, usando a retórica usual em situações como a daquele momento. Nesse ideal esta o uso da ciencia, da razão, na condução dos negócios públicos, visando a riqueza do reino.  